# Benediktpreis von Mönchengladbach
Mit dem Benediktpreis von Mönchengladbach werden Persönlichkeiten ausgezeichnet, deren wertorientiertes Handeln namentlich in Wissenschaft, Wirtschaft, Politik, Gesellschaft und Kultur vor dem Hintergrund der christlichen-abendländischen Erfahrungen besonders herausragt und beispielhaft für die Zukunft ist. Im Jahre 2014 wurde dieser Preis in Kooperation mit der Stadt Mönchengladbach erstmals von dem im Jahre 2013 neu gegründeten Verein „Benediktpreis von Mönchengladbach e. V.“ verliehen. Begleitet wird der Preis von einer Urkunde, einer von dem Düsseldorfer Bildhauer Erwin Nöthen gestalteten Medaille, die Benedikt von Nursia wiedergibt, sowie von einem Preisgeld in Höhe von 5000 Euro (Stand 2020), das vom Preisträger jeweils für gemeinnützige Zwecke verwendet wird. Der Preis wird von der Gladbacher Bank AG gefördert.

## Geschichte
Vorläufer der Auszeichnung „Benediktpreis von Mönchengladbach“ ist derjenige „Benediktpreis“, der seit dem Jahre 1968 und zuletzt 2010 von dem ehemaligen „Bürgerverein Mönchengladbach e. V.“ ebenfalls schon in Kooperation mit der Stadt Mönchengladbach vergeben wurde. Mit ihm sollten Persönlichkeiten geehrt werden, die durch tatkräftiges Handeln oder durch herausragendes Wirken auf den Gebieten der Forschung, der Kunst oder der Wissenschaft Maßstäbe gesetzt und sich um die Heimat- und Brauchtumspflege besonders verdient gemacht haben.
Der jetzige „Benediktpreis von Mönchengladbach“ geht auf eine Initiative Mönchengladbacher Bürger zurück, die die Beendigung der früheren Preisauslobungen mit dem Jahr 2010 nicht akzeptieren wollten und daher einen Neuanfang betrieben. Dabei war die treibende Idee, dass in einer Zeit zunehmender Beliebigkeiten die wertorientierten Zukunftsentwürfe in den genannten gesellschaftlich relevanten Bereichen ermittelt und diese Vorbilder der Öffentlichkeit präsentiert werden.
In der Regel wird der Benediktpreis an Persönlichkeiten mit einer größeren Lebenserfahrung zuerkannt. Für die jüngere Generation wurde erstmals 2015 eine gesonderte Prämierung – der „Juniorpreis des Vereins Benediktpreis von Mönchengladbach“ – verliehen. Der Preis richtet sich an Personen zwischen 17 und 30 Jahren oder Gruppen mit Personen im entsprechenden Alter, die durch eine Arbeit/Handlung/Aktion in den Bereichen Wirtschaft-Wissenschaft-Gesellschaft-Kultur-Kunst wertorientiertes Handeln auf dem Boden unserer christlichen abendländischen Kultur in besonderer Weise dokumentiert haben.

## Preisträger 1968 bis 2010
Für herausragendes Wirken auf den Gebieten der Forschung, der Kunst und der Wissenschaft und besondere Verdienste um Heimat- und Brauchtumspflege.
| Jahr | Preisträger                     | Funktion |
| ---- | ------------------------------- | --- |
| 1968 | Hans Scheefers                  | Mönchengladbach, Volkskundler |
| 1969 | Heinrich Füser                  | Münster, Volkskundler, Schriftsteller                                                                                                 |
| 1970 | Robert Schaaf                   | Eupen (Belgien) Volkskundler, St. Martin von Eupen                                                                                    |
| 1971 | Wilhelm Beines                  | Mönchengladbach-Rheydt, Volkskundler                                                                                                  |
| 1972 | Heinrich Lützeler               | Bonn, Volkskundler, Schriftsteller |
| 1973 | J.H.W.M. Hansen                 | Roermond (Niederlande) Schrifttum in Mundart                                                                                          |
| 1974 | Probst Domkapitular Josef Kauff | Mönchengladbach, Engagement für das heimische Brauchtum                                                                               |
| 1975 | Wilhelm Wachtendonk             | Mönchengladbach, Wahrer des hiesigen Brauchtums                                                                                       |
| 1976 | Norbert Voß                     | Düsseldorf, Volkskundler, Verdienste um das religiöse Brauchtum                                                                       |
| 1977 | Domherr Emile Glesener          | Echternach, Verdienste um das religiöse Brauchtum                                                                                     |
| 1978 | Ernst Klusen                    | Viersen, Musikwissenschaftler, Experte der Volksmusik                                                                                 |
| 1979 | Gabriel Simons                  | Bonn, Volkskundliche Forschung, Bearbeitung volkskundlicher Filme                                                                     |
| 1980 | Jeannine Lambrechts-Douillez    | Antwerpen (Belgien), Musikwissenschaftlerin, Volkskundlerin, Schriftstellerin                                                         |
| 1981 | Cornelius Goeters               | Mönchengladbach, Verdienste um die Heimat- und Brauchtumspflege                                                                       |
| 1982 | Friedrich Helmut Sonnenschein   | Hagen, Forschung der Handwerks- und Textilgeschichte                                                                                  |
| 1983 | Otto von Habsburg-Lothringen    | Pöcking, Historiker, Politiker, Verdienste um die Heimat- und Brauchtumspflege                                                        |
| 1984 | Pierre Pierrad                  | Roubaix (Frankreich) Schriftsteller, Brauchtumsforscher                                                                               |
| 1985 | Günther Erckens                 | Mönchengladbach, Bemühungen um das Judentum in Mönchengladbach                                                                        |
| 1986 | Ludwig Soumagne                 | Neuss, Mundartdichter |
| 1987 | Kurt Fagnoul                    | St. Vith (Belgien), Verdienste um das deutschsprachige Brauchtum in Belgien                                                           |
| 1988 | Hans Bange                      | Mönchengladbach, Kunsthistoriker, Verdienste um den Wiederaufbau und Erhalt des Münsters                                              |
| 1989 | Robertz Plötz                   | Würzburg, Förderer des Pilgerwesens                                                                                                   |
| 1990 | Georges Calteux                 | Luxemburg, Kunsthistoriker, Denkmalpfleger                                                                                            |
| 1992 | Hugo Borger                     | Köln, Archäologe und Kunsthistoriker                                                                                                  |
| 1994 | Gerat Wornar                    | Storcha (Lausitz) Förderer der Kultur der Sorben                                                                                      |
| 1996 | Rudolf Wlaschek                 | Mönchengladbach, Forschung über das Judentum in Böhmen und Mähren                                                                     |
| 1998 | Christiane Underberg            | Rheinberg, Verdienste um die Erhaltung des Xantener Doms und anderer erhaltenswerter Gebäude                                          |
| 2000 | Rien van den Brand              | Venray (Niederlande), Forschung über den Rhein-Niers-Maas-Raum                                                                        |
| 2002 | Heinz Oberlack                  | Mönchengladbach, Jurist und Stadtkämmerer, Vorsitzender des Münsterbauvereins                                                         |
| 2004 | Konrad Beikircher               | Bonn, Verdienste um die Eigenheiten und Besonderheiten des Rheinländers, seiner Sprache, Umgangsformen, Bräuche und Gewohnheiten      |
| 2006 | Hans Vogt                       | Krefeld, Verdienste um die Rheinischen Wasser- und Windmühlen, langjähriger Vorsitzender des Vereins Niederrhein                      |
| 2008 | Erika Forst                     | Mönchengladbach, Verdienste um die Durchführung der Gladbacher Theaterwoche der Schulen und Förderin des Ensemblia-Festivals          |
| 2010 | Notker Wolf                     | Rom, Verdienste um das Benediktinische Erbe, karitatives Engagement und Einsatz für Schwache und Gefährdete am Rande der Gesellschaft |

## Preisträger ab 2014
Für in besonderer Weise herausragendes, wertorientiertes Handeln vor dem Hintergrund christlicher-abendländischer Erfahrungen, das sich in grundlegenden, für die Zukunft beispielhaften Leistungen in Wissenschaft, Wirtschaft, Politik, Gesellschaft und Kultur ausdrückt
| Jahr | Preisträger         | Funktion |
| ---- | ------------------- | --- |
| 2014 | Jean-Claude Juncker | Premierminister a. D. des Großherzogtums Luxemburg und Präsident der Europäischen Kommission |
| 2016 | Silvia von Schweden | Königin von Schweden |
| 2018 | Dunja Hayali        | Journalistin und Fernsehmoderatorin |
| 2020 | –                   | Ursprünglich sollte der Preis bereits 2020 an Gunter Demnig verliehen werden. Infolge der COVID-19-Pandemie musste die Verleihung dreimal verschoben werden, so dass der Preis schließlich erst Ende April 2022 verliehen wurde. |
| 2022 | Gunter Demnig       | deutscher Künstler |
| 2024 | Joachim Gauck       | evangelischer Theologe, früherer Bundespräsident |